# Semana Santa en Pravia
La Semana Santa en Pravia es la celebración cristiana que conmemora la pasión, muerte y resurrección de Cristo en la localidad asturiana de Pravia. Es organizada por la cofradía del Santo Entierro de Pravia.

## Historia
La Semana Santa de Pravia tiene su origen en el siglo XVI, cuando nacen estas celebraciones en toda España. En el siglo XVIII adquiere la configuración actual.
Tras la desaparición de las cofradías en el siglo XIX, la organización queda en manos de la parroquia de Santa María la Mayor.
En el siglo XXI recupera su auge y se crea la Cofradía del Santo Entierro, encargada hoy de la organización. 

## Cofradías
Existe una única cofradía, la del Santo Entierro, adscrita a la parroquia de Santa María la Mayor. Sus colores son el morado, negro y oro.
Organiza las siguientes procesiones:
- Domingo de Ramos: Procesión de los Ramos y la Borriquilla.
- Miércoles Santo: Procesión de los Santinos (del Encuentro).
- Jueves Santo: Procesión del Nazareno.
- Viernes Santo: Desenclavo y Procesión del Santo Entierro.
- Sábado Santo: Procesión de la Soledad de María.

## Imaginería
La cofradía saca en procesión tres tallas realizadas en el siglo XVIII, de gran valor artístico: San Juan Evangelista, Nuestra Señora de los Dolores y Jesús Nazareno Camino del Calvario. 
Además, procesionan otras imágenes realizadas entre los siglos XIX y XXI, como las de La Borriquina, el Cristo Yacente y La Dolorina. 